# Albert Schwarz (Historiker)
Albert Schwarz (* 29. August 1906 in München; † 11. August 1996 in Freising) war ein deutscher Historiker.

## Leben

### Familie und Ausbildung
Der katholisch getaufte Albert Schwarz wandte sich nach dem Abitur seit 1926 dem Studium der Philosophie, Klassischen Philologie, Germanistik sowie Geschichtswissenschaften an der Ludwig-Maximilians-Universität München zu. Nachdem er 1931 das Staatsexamen abgelegt hatte, studierte er zusätzlich Jura, besonders deutsches und internationales Staatsrecht. 1935 wurde er zum Dr. phil. promoviert.
Albert Schwarz vermählte sich im Jahre 1936 mit Maria Wullhorst. Dieser Verbindung entstammten die Töchter Marianne, Hiltrud sowie Dorothea. Er starb im August 1996 knapp vor Vollendung seines 90. Lebensjahres in Freising.

### Beruflicher Werdegang
Albert Schwarz erhielt seine erste Anstellung als Studienassessor. Darüber hinaus betrieb er seit 1936 archivalische Forschungen im Auftrag der Deutschen Forschungsgemeinschaft in Berlin. Seit 1940 versah Albert Schwarz, der während der NS-Zeit an der Widerstandsbewegung beteiligt war, Kriegsdienst, wobei er 1945 in Kriegsgefangenschaft geriet.
Nach seiner Entlassung aus der Kriegsgefangenschaft war Albert Schwarz in der Kanzlei seines Bruders angestellt, seit 1948 hielt er geschichtliche Vorlesungen am Staatlichen Berufspädagogischen Institut in München. Im Jahre 1950 habilitierte er sich bei Franz Schnabel an der Ludwig-Maximilians-Universität München. Im selben Jahr folgte er einer Berufung als Vertreter des Lehrstuhls für Geschichte an die Philosophisch-theologische Hochschule nach Freising, im Folgejahr wurde er zum planmäßigen außerordentlichen Professor, 1956 zum ordentlichen Professor ernannt. Nach der Auflösung dieser Hochschule im Jahre 1969 wurde er in derselben Funktion in die damalige Philosophische Fakultät I der Ludwig-Maximilians-Universität übernommen, 1971 wurde er emeritiert.
Schwarz, der zu den Gründungsmitgliedern der Münchener Vereinigung für Geschichte der Naturwissenschaften, Medizin und Technik zählte, übte das Amt des Vorsitzenden der Kommission für Zeitgeschichte der Katholischen Akademie in Bayern aus. Schwarz wurde zum Mitglied der Kommission für Zeitgeschichte in Bonn und der Görres-Gesellschaft gewählt. Er trat insbesondere mit zeitgeschichtlichen Beiträgen hervor.

## Schriften
- Die Handwerkerfrage in den katholischen Zeitschriften Deutschlands, 1848–1870, Dissertation LMU München 1935, K. Triltsch, Würzburg 1937
- Die Weimarer Republik, Akademische Verlagsgesellschaft Athenaion, Konstanz, 1958
- Föderalistisches Prinzip und Reichswehrpolitik in der Weimarer Zeit. Zu Otto Geßlers Erinnerungen, in: Zeitschrift für bayerische Landesgeschichte, Band 24, Verlag C.H.Beck, München, 1961, S. 174–179.
- Deutsche Geschichte zwischen den zwei Weltkriegen, in: Zeitschrift für bayerische Landesgeschichte, Band 26, Verlag C.H.Beck, München, 1963, S. 392–399.
- Die Volksvertretung der Ersten Republik. Die Weimarer Nationalversammlung/Der Reichstag 1920–1933, in: Ernst Deuerlein (Hrsg.): Der Reichstag 1871-1933. Aufsätze, Protokolle und Darstellungen zur Geschichte der parlamentarischen Vertretung des deutschen Volkes, Athenäum Verlag, Frankfurt am Main, 1963, S. 85–99.
- Zeitgeschichte im Spiegel neuerer Literatur, in: Zeitschrift für bayerische Landesgeschichte, Band 26, Verlag C.H.Beck, München, 1963, S. 646–662.
- Leopold von Ranke und seine Nachfolge, in: Zeitschrift für bayerische Landesgeschichte, Band 29, Verlag C.H.Beck, München, 1966, S. 727–732.
- Das Problem des geschichtlichen Fortschritts bei Ernst Haeckel, in: Max Spindler, Dieter Albrecht: Festschrift für Max Spindler zum 75. Geburtstag, Beck, München, 1969, S. 767–776.
- Die Zeit von 1918 bis 1933. Zweiter Teil (1920–1933), in: Max Spindler (Hrsg.): Handbuch der bayerischen Geschichte, Band 4/1, Verlag C.H.Beck, München, 1974, S. 454–517.